# 高太痴
高太痴（1863年—1920年），原名莹，字俊芬，号悮轩，别署太痴、侣琴、怅花、玉琴仙侣、漱芳斋主、云水山人、小窗金缕翠笺词客、爱与嫦娥分小影楼主等。苏州人。中國早期報業主筆。
光绪二十三年（1897年）考取秀才，20岁时任江苏按察使司书记。早年生活不檢點，喜出入青樓。光绪十年（1884年）秋被辭退，后在天津任《时报》编辑，轉任《申报》助理编辑。光绪十六年（1890年）進入《字林沪报》编辑，因意見不合，不久即離去。光绪二十二年（1896年）春天再任《字林沪报》主筆，主持附张《漱芳诗选》的编选工作，隔年又轉任《苏报》主笔。半年後再入《字林沪报》，编辑出版中国最早的文艺性副刊《消闲报》。
光绪二十六年（1900年）《字林沪报》由日本人收購，接任《同文沪报》总编纂，次年春即离开《同文沪报》。後为中英大药房秘书，自組希社，自称“三十年前旧太痴”。晚年号迟藏斋，落籍上海。